# Chalepotatus
Chalepotatus là một chi bọ cánh cứng trong họ Chrysomelidae.
Chi này được Weise miêu tả khoa học năm 1910.

## Các loài
Các loài trong chi này gồm:
- Chalepotatus antennalis (Weise, 1913)
- Chalepotatus coarctatus (Chapuis, 1877)
- Chalepotatus integer Uhmann, 1935
- Chalepotatus minor Weise, 1910